# Edme Mentelle
Edme Mentelle, né le 11 octobre 1730 à Paris où il est mort le 29 décembre 1815, est un géographe français. Il est l'auteur d'un grand nombre d'ouvrages dont plusieurs ont eu beaucoup de succès et d'un Atlas universel composé de 170 cartes.

## Biographie
Il est le fils d'Edme Mentelle, « bourgeois de Paris » (1760), et de Geneviève Poisson. Il est le frère de François Simon Mentelle (1731-1799 Cayenne), ingénieur géographe en Guyane.
Élève de Jean-Baptiste-Louis Crevier au collège de Beauvais, Mentelle obtient un emploi dans l'administration des fermes générales. Il publie quelques poésies et comédies sans rencontrer le succès, puis se met à l'étude de la géographie et devient professeur de géographie et d'histoire à l'École militaire (attesté en 1760-1781).
En 1786, pour le fils aîné de Louis XVI, il réalise avec Jean Tobie Mercklein un globe composite, voire « gigogne », comprenant trois éléments : sa face externe représente le globe terrestre ; sa face interne, la voûte céleste ; à l'intérieur, une boule figure les profondeurs des mers. Il est exposé dans les appartements du dauphin au château de Versailles (V 5243 ; dépôt du département des Cartes et plans de la Bibliothèque nationale de France, Ge A 356 Rés.).
Il est l'auteur des volumes consacrés à la Géographie ancienne par l'Encyclopédie méthodique.
Dès les années 1780, il est très proche de Jacques Pierre Brissot (il est parrain de son second fils en 1785) et de Madame Roland.
Partisan de la Révolution, il enseigne aux Écoles centrales, puis à l'École normale. Il est élu membre de l'Institut national des sciences et des arts en 1795.
Il est fait chevalier de la Légion d'honneur en 1814.

### Famille
Il épouse : 1° en 1760, Marie Anne de Noireterre, fille de Charles de Noireterre et Marie Anne Voile de Villarnou (sœur de Catherine mariée à Pierre Bourgeois, mathématicien);
2° Catherine Vincent, fille de Bernard Vincent, maître de danse de l’École royale militaire, et de Marie Madeleine Malter, issus d'une grande famille de maîtres de danse; 
3° en 1806 Pomme Reine de la Gorinière, âgée de 34 ans.